# Леонтьев, Николай Иванович
Николай Иванович Леонтьев (1 августа 1928 — 6 августа 2020) — конструктор жидкостных ракетных двигателей и двигательных установок, генеральный директор — генеральный конструктор КБхиммаш (1985-2001).

## Биография
Родился 1 августа 1928 г.
Окончил Московский автомеханический институт (1951) и Высшие инженерные курсы при МВТУ им. Н. Э. Баумана (1955).
С 1951 г. инженер-конструктор Государственного НИИ реактивного вооружения Министерства вооружений СССР (НИИ-88) в г. Калининград Московской области. В 1953—1955 гг. освобождённый секретарь комсомольской организации института, затем — ведущий конструктор ОКБ-3.
В декабре 1958 г. ОКБ-3 влилось в ОКБ-2, которое в следующем году стало самостоятельной организацией и позднее получило название КБхиммаш им. А. М. Исаева. Там Н. И. Леонтьев работал начальником группы по созданию более совершенных ЖРД для ЗУР 217А и 218, заместителем начальника отдела по разработке ЖРД ракет морского базирования.
С 1971 г. — первый заместитель начальника КБ, в 1985—1996 начальник — генеральный конструктор, в 1996—2001 гг. генеральный директор — генеральный конструктор.
При его непосредственном участии и под его руководством созданы практически все российские жидкостные ракетные двигатели баллистических ракет морского базирования, кислородно-водородный двигатель КВД1, установленный на индийских ракетах-носителях GSLV и PSLV, ЖРД на кислороде и сжиженном метане,  ряд импульсных ЖРД малых тяг.
Доктор технических наук, профессор кафедры «Двигатели ЛА» МГТУ имени Н. Э. Баумана, читал курс лекций «Проблемы современного ЖРДстроения и пути их совершенствования». Автор более 150 научных публикаций, получил 80 авторских свидетельств на изобретения.
Лауреат Ленинской премии, премии Совета Министров СССР. Заслуженный деятель науки и техники РСФСР. Награждён орденами Ленина, Октябрьской Революции, Трудового Красного Знамени.